# Namwala
Namwala  este un oraș  în  Provincia de Sud, Zambia. Are rol de reședință a districtului omonim și se află pe râul Kafue. Structura etnică a localității este dominată de populațiile Ila.